# 南三陸新聞
南三陸新聞（みなみさんりくしんぶん）は、宮城県本吉郡南三陸町をエリアとした地方新聞。

## 概要
2007年8月に城洋新聞が休刊（社長死去による事実上の廃刊）となった南三陸町で、新たな地元紙発行を望む声が高まったことを受け、約1年後の 2008年（平成22年）9月2日付から発行開始。印刷は業者に委託していた。
同町の元教育長や町議が携わった時期もあり、政治的中立性を疑問視する声も一部にあった。
2011年3月11日の東日本大震災による津波で自社と印刷業者が被災。読者も大半が被災し収入源が断たれたため、全社員を解雇し休刊となった。